# Aline Frazão

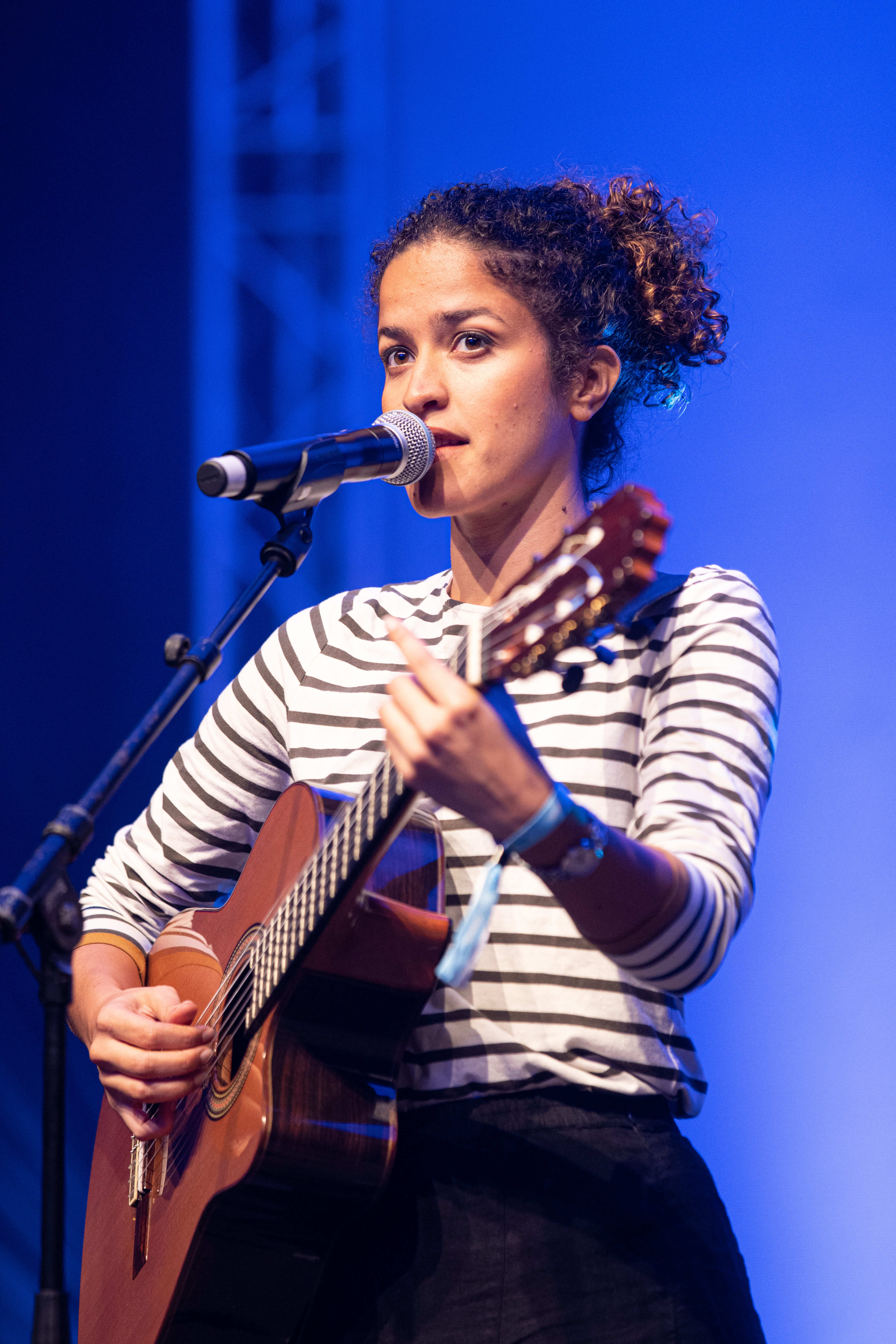
Aline Frazão bei der Kulturbörse Freiburg 2020

Aline Frazão (* 17. Juni 1988 in Luanda, Angola) ist eine angolanische Singer-Songwriterin. Sie singt vor allem Lieder mit starken Einflüssen von Musikstilen der lusophonen Welt. Seit 2011 hat Frazão vier Alben veröffentlicht.

## Leben
Aline Frazão wurde am 17. Juni 1988 in der angolanischen Hauptstadt Luanda geboren. Bereits mit neun Jahren trat Frazão das erste Mal auf und sang fortan vor allem Lieder der Musikrichtungen Fado, MPB, Jazz sowie traditionelle Musik aus Angola und Kap Verde. Mit 15 Jahren begann sie, Lieder selbst zu schreiben.
Nach ihrer Schulausbildung in Luanda zog Frazão in die portugiesische Hauptstadt Lissabon, um dort Kommunikationswissenschaft zu studieren. Nach einem Aufenthalt in der spanischen Hauptstadt Madrid begann sie, hauptberuflich zu singen und Songs zu schreiben und tritt seitdem auf zahlreichen Bühnen der Welt auf, unter anderem in Paris, Dublin, Buenos Aires, Brüssel und London.
2009 gründete sie gemeinsam mit ihrem Freund César Herranz das Musikprojekt A Minha Embala (Querflöte, Percussion). Zusammen sangen sie Lieder aus der gesamten lusophonen Welt auf Portugiesisch, Kreol, Kimbundu und Umbundu und gewannen mit dem musikalischen Gedicht Maria Silêncio den Wettbewerb Musicando Carvalho Calero. Der Hauptgewinn war die Aufnahme und Produktion eines Musikalbums, welches die beiden im Juli 2011 unter dem Titel A Minha Embala herausgebrachten.
Im September 2011 nahm Frazão ihr erstes Solo-Album mit dem Titel Clave Bantu auf, auf dem elf Lieder mit stark angolanischen Einflüssen zu finden sind. Frazão selbst sagte, die Lieder hätte sie auf vier Jahren Reisen durch ihr Heimatland gesammelt. Einige Lieder sind gemeinsam mit weiteren Musikern aufgenommen worden, unter anderem mit dem kubanischen Kontrabassisten José Manuel Díaz, dem galicischen Percussionisten Carlos Freire, dem brasilianischen Gitarristen Sérgio Tannus und dem portugiesischen Posaunisten Rúben da Luz. Das Album erschien im Dezember 2011. Sie führte die Songs das erste Mal im Juli 2012 auf dem Luanda International Jazz Festival auf. Im Dezember 2012 begann sie ihre erste kleinere Welttournee.
Das zweite Soloalbum der Künstlerin erschien am 20. Mai 2013 unter dem Titel Movimento, produziert von Ponto Zurca und Coast to Coast. Musikalisch begleitete sie eine Band bestehend aus Marco Pombinho (Klavier und Fender Rhodes), Francesco Valente (Bass und Kontrabass) und Marcos Alves (Schlagzeug und Percussion). Des Weiteren begleiteten sie auch die zwei kapverdischen Musiker Miroca Paris (Percussion) und Vaiss Dias (Cavaquinho und Gitarre).
2015 nahm Frazão ein neues Album mit dem Titel Insular auf, produziert von Gilles Perring. Laut eigenen Angaben nahm sie Songs auf der kleinen schottischen Insel Jura auf. Auch auf diesem Album begleiteten sie verschiedene Musiker, unter anderem der Portugiese Pedro Geraldes (E-Gitarre) und die schottische Harfenistin Esther Swift. Alle Lieder sind von Frazão selbst geschrieben, außer der Song Susana – rein akustisch und als einziges in Lissabon aufgenommen – ein in Angola sehr bekannter, traditioneller Song, den sie selbst in Kimbundu vorträgt
Weiterhin arbeitete Frazão mit dem Julia Hülsmann Oktett und mit Rodrigo Costa Félix (Fados de amor, 2012).

## Diskografie
- A minha embala (2011)
- Clava bantu (2011)
- Movimento (2013)
- Insular (2015)
- Dentro da chuva (2018)
- Uma música Angolana (2022)